# Michelle MacLaren
Michelle Maxwell MacLaren (* 1965 in Kanada) ist eine kanadische Film- und Fernsehproduzentin sowie Film- und Fernsehregisseurin.

## Leben
MacLaren wuchs in Vancouver, British Columbia auf und besuchte später die Queen’s University in Kingston, Ontario, wo sie 1986 ihren Abschluss machte. Sie arbeitete ab 1992 als Produzentin für mehrere Fernsehfilme und wechselte 1999 in die Produktion von Fernsehserien, wo sie seitdem als Executive Producer tätig ist. Seit 2002 arbeitet sie zudem als Regisseurin. Sie wirkte prägend mit an den Serien Akte X – Die unheimlichen Fälle des FBI, wo sie in einer Folge Regie führte und in 46 Folgen als Co-Executive Producer arbeitete und Breaking Bad, wo sie in elf Folgen Regie führte sowie in 13 Folgen als Co-Executive Producer und in 29 Folgen als Executive Producer arbeitete. Auch in The Walking Dead und Game of Thrones führte sie in mehreren Folgen Regie, in zahlreichen weiteren Serien in jeweils einer Folge.
Im November 2014 wurde bekannt, dass MacLaren in dem für 2017 geplanten Film Wonder Woman ihr Regiedebüt in einer großen Kinoproduktion geben sollte. Im April 2015 verließ sie das Projekt jedoch wegen „kreativer Differenzen“.
Für ihre Arbeit als Produzentin und Regisseurin von Fernsehserien wurde Michelle MacLaren mehrfach ausgezeichnet, unter anderem mit zwei Emmys und zwei PGA Awards.

## Filmografie
Als Produzentin
- 1992: Vergewaltigt: Eine Stadt unter Anklage (Shame, Fernsehfilm)
- 1993: For the Love of My Child: The Anissa Ayala Story (Fernsehfilm)
- 1993: Schicksal einer Leihmutter (Moment of Truth: A Child Too Many, Fernsehfilm)
- 1994: Moment of Truth: To Walk Again (Fernsehfilm)
- 1994: Gerechtigkeit für meinen Sohn (Moment of Truth: Broken Pledges, Fernsehfilm)
- 1994: Ein Herz für mein Baby (Heart of a Child, Fernsehfilm)
- 1994: Willenlos: Eine Frau unter Hypnose (Moment of Truth: Cult Rescue, Fernsehfilm)
- 1995: The Other Mother: A Moment of Truth Movie (Fernsehfilm)
- 1997: Schicksalsschläge (A Child’s Wish, Fernsehfilm)
- 1998: Beauty (Fernsehfilm)
- 1999: Flieg ins Licht, Maryann (A Song from the Heart, Fernsehfilm, Executive Producer)
- 1999–2000: Virtual Reality – Kampf ums Überleben (Harsh Realm, Fernsehserie, 8 Folgen, Co-Executive Producer)
- 2000–2002: Akte X – Die unheimlichen Fälle des FBI (The X-Files, Fernsehserie, 46 Folgen, Co-Executive Producer)
- 2005: Night Stalker (Fernsehserie, eine Folge, Co-Executive Producer)
- 2010–2013: Breaking Bad (Fernsehserie, 13 Folgen als Co-Executive Producer, 29 Folgen als Executive Producer)
- 2013: Chicks’n’Guns (Direct-to-Video, Executive Producer)
- 2017: The Deuce (Fernsehserie, eine Folge, Executive Producer)

Als Regisseurin
- 2002: Akte X – Die unheimlichen Fälle des FBI (The X-Files, Fernsehserie, eine Folge)
- 2002: Without a Trace – Spurlos verschwunden (Without a Trace, Fernsehserie, eine Folge)
- 2003: Der Fall John Doe! (John Doe, Fernsehserie, eine Folge)
- 2006: Law & Order: Special Victims Unit (Fernsehserie, eine Folge)
- 2006: Population 436 (Direct-to-Video)
- 2006: Kyle XY (Fernsehserie, eine Folge)
- 2009–2013: Breaking Bad (Fernsehserie, 11 Folgen)
- 2010: Memphis Beat (Fernsehserie, eine Folge)
- 2010: Lie to Me (Fernsehserie, eine Folge)
- 2010: The Event (Fernsehserie, eine Folge)
- 2010–2014: The Walking Dead (Fernsehserie, 3 Folgen)
- 2011: Camelot (Fernsehserie, eine Folge)
- 2011: Hell on Wheels (Fernsehserie, eine Folge)
- 2012: Navy CIS (Fernsehserie, eine Folge)
- 2012: The River (Fernsehserie, eine Folge)
- 2013: Chicks’n’Guns (Direct-to-Video)
- 2013–2014: Game of Thrones (Fernsehserie, 4 Folgen)
- 2014: The Leftovers (Fernsehserie, eine Folge)
- 2015–2018: Better Call Saul (Fernsehserie, zwei Folgen)
- 2016: Westworld (Fernsehserie, eine Folge)
- 2017: Modern Family (Fernsehserie, eine Folge)
- 2017: The Deuce (Fernsehserie, zwei Folgen)
- 2019: The Morning Show (eine Folge)
- 2024: Constellation (Miniserie)

## Auszeichnungen und Nominierungen
|      | Ergebnis  | Kategorie                                          | Award                        |
| ---- | --------- | -------------------------------------------------- | ---------------------------- |
| 2010 | Nominiert | Outstanding Directing for a Drama Series           | Primetime Emmy Award         |
| 2010 | Nominiert | Outstanding Drama Series                           | Primetime Emmy Award         |
| 2011 | Nominiert | Outstanding Producer of Episodic Television, Drama | PGA Award                    |
| 2012 | Nominiert | Outstanding Drama Series                           | Primetime Emmy Award         |
| 2012 | Nominiert | Best Direction in a Drama Series                   | OFTA Television Award        |
| 2013 | Gewonnen  | Outstanding Drama Series                           | Primetime Emmy Award         |
| 2013 | Nominiert | Outstanding Directing for a Drama Series           | Primetime Emmy Award         |
| 2013 | Nominiert | Best Direction in a Drama Series                   | OFTA Television Award        |
| 2013 | Nominiert | Best Direction in a Drama Series                   | OFTA Television Award        |
| 2013 | Nominiert | Outstanding Producer of Episodic Television, Drama | PGA Award                    |
| 2013 | Nominiert | Outstanding Film/Show Directed by a Woman          | Women’s Image Network Awards |
| 2014 | Gewonnen  | Outstanding Drama Series                           | Primetime Emmy Award         |
| 2014 | Gewonnen  | Best Direction in a Drama Series                   | OFTA Television Award        |
| 2014 | Nominiert | Best Direction in a Drama Series                   | OFTA Television Award        |
| 2014 | Nominiert | Best Direction in a Drama Series                   | OFTA Television Award        |
| 2014 | Gewonnen  | Outstanding Producer of Episodic Television, Drama | PGA Award                    |
| 2015 | Gewonnen  | Outstanding Producer of Episodic Television, Drama | PGA Award                    |